# Syntéza mastných kyselin
Syntéza mastných kyselin je proces, při němž vznikají mastné kyseliny prodlužováním acetylkoenzymu A. Proces je v zásadě podobný beta-oxidaci, ale enzymatický aparát, buněčná lokalizace i detaily jednotlivých reakcí se liší.

## Rozdíly oproti oxidaci

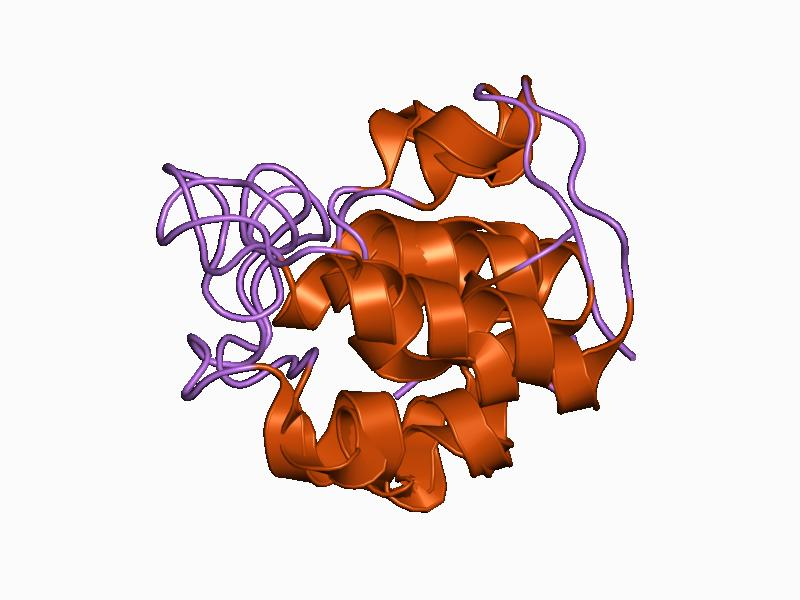
ACP

- výsledkem je syntéza mastné kyseliny, ne její rozštěpení (jde o reduktivní, nikoli oxidativní proces)
- probíhá v cytosolu, zatímco oxidace probíhá v matrixu mitochondrie
- odlišný enzymatický aparát od štěpení umožňuje nezávislou regulaci
- přenašečem acylu není koenzym A, ale ACP (acyl carrier protein)
- místo FAD zde funguje NADP
- probíhá na obrovském enzymatickém komplexu FAS, který má mnoho enzymatických aktivit a vyskytuje se  jako dimer. Umožňuje channeling.

## Prodlužování mastné kyseliny

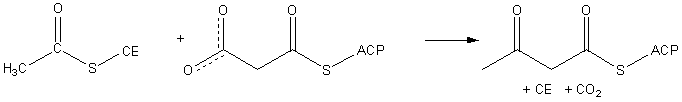
kondenzace acetylu (z původního acetylACP) na cysteinu komplexu FAS a malonylACP za vzniku acetoacetylACP
redukce acetoacetylACP na β-D-hydroxybutyrylACP, oxiduje se NADPH. Všimněte si, která ketonická skupina se redukuje
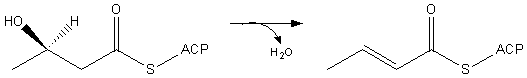
dehydratace β-D-hydroxybutyryluACP na α-βtransbutenoylACP
redukce α-βtransbutenoyluACP na butyrylACP, opět se oxiduje NADPH na NADP

Acetyl (zbytek kyseliny octové z acetyl-CoA) je acetyl-CoA-ACP-transacetylázou přenesen na koenzym ACP, vzniká acetyl-ACP. Kondenzující enzym přenese acetyl z ACP na aminokyselinu cystein náležející syntáze mastných kyselin (komplexu FAS). ACP se uvolní.
Poté malonyl-CoA-transacetyláza vezme malonyl-CoA (acetyl-CoA, jehož jeden vodík z methylu byl nahrazen karboxylovou skupinou, takže molekula není odvozena od kyseliny octové jako acetyl-CoA, ale od kyseliny malonové) a také na něm vymění koenzym A za ACP. Vzniknuvší malonyl-ACP je poté dalším konjugačním enzymem také připojeno na FAS, konkrétně na již připojený acetyl z acetyl-CoA. Spojením tohoto acetylu a malonyl-ACP vzniká aceto-acetyl-ACP. Při připojení se odštěpuje oxid uhličitý a dochází tedy k dekarboxylaci. Tímto krokem byl původní acetylCoA (2C) prodloužen pomocí malonyl-CoA (3C) o dva uhlíky, jeden uhlík byl odštěpen ve formě oxidu uhličitého.
Prodlužování řetězce vznikající mastné kyseliny vždy o dva uhlíky pomocí malonyl-ACP je důvodem, proč jsou mastné kyseliny se sudým počtem uhlíků v organismech daleko běžnější než mastné kyseliny s lichým počtem. Mastné kyseliny s lichým počtem uhlíků je ale samozřejmě také možné vyrobit.
Aceto-acetyl-ACP je dále zpracováván na komplexu FAS. Dochází k jeho redukci β-keto-acyl-ACP-reduktázou, která za oxidace NADPH na NADP redukuje keton na uhlíku vzdálenějším od ACP na hydroxyl. Tím vzniká β-D-hydroxybutyryl-ACP. Potom β-hydroxyacyl-ACP-dehydratáza odštěpí vodu a vzniká α-β-trans-butenoyl-ACP. Ten je redukován enoyl-ACP-reduktázou za oxidace NADPH na NADP na butyryl-ACP. Ten je hydratován palmitoyl-thioesterázou na butyrát, který se odpojuje od ACP a uvolňuje se.
Vzniknuvší butyrát může do dráhy vstoupit znovu – jako butyryl-CoA se čtyřmi uhlíky místo acetylCoA se dvěma uhlíky – a nechat se prodloužit o další dva uhlíky. Nejdelší mastná kyselina, syntetizovatelná tímto způsobem, je palmitát (C16).

## Syntéza malonylkoenzymu A

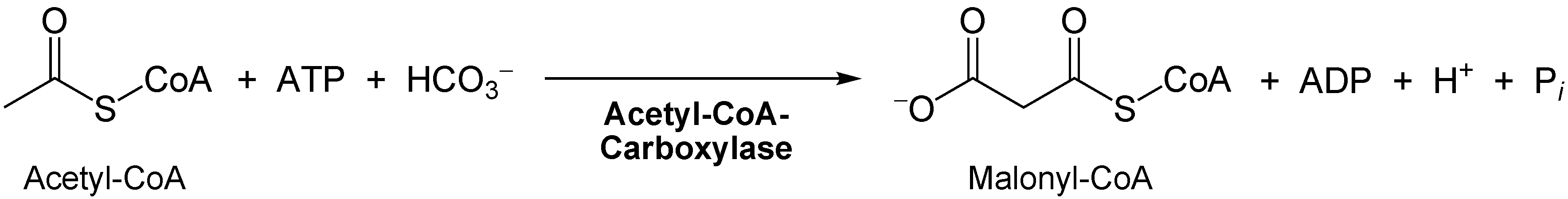
vznik malonylkoenzymu A karboxylací acetylkoenzymu A

Syntéza malonylkoenzymu A je klíčovou reakcí, protože právě malonylkoenzym A je donorem dvou uhlíků pro prodlužování vznikající mastné kyseliny. Malonylkoenzym A vzniká činností acetylkoenzymAkarboxylasy, která za investice ATP a oxidu uhličitého karboxyluje acetylkoenzym A. Tato reakce se vyskytuje daleko od rovnováhy, a tak je klíčovým regulačním bodem. Jejím kofaktorem je biotin, který funguje jako „mezistanice“ pro přidávaný karboxyl – karboxyl se váže nejprve na biotin a z něj se přesouvá na acetylkoenzym A.
Syntéza malonylkoenzymu A také probíhá na komplexu FAS.

## Syntéza mastných kyselin s lichým počtem uhlíků

propionylkoenzym A, výchozí látka pro syntézu MK s lichým počtem C

I mastné kyseliny s lichým počtem uhlíků jsou v organismech zastoupeny. Jejich syntéza se od výše popsané liší pouze použitím tříuhlíkatého propionylkoenzymu A odvozeného od tříuhlíkaté kyseliny propionové namísto dvouuhlíkatého acetylkoenzymu A na úplném začátku syntézy.

## Syntéza mastných kyselin s více než 16 uhlíky
Po palmitát (16C) probíhá syntéza v cytoplazmě na komplexu FAS. V případě syntézy delších mastných kyselin se palmitát transportuje do endoplazmatického retikula, v němž jsou umístěny enzymy podobné komplexu FAS. Ty palmitát dále prodlužují. Odlišnosti od syntézy v cytoplazmě na komplexu FAS:
- enzymy nejsou v komplexu, ale odděleně a na membráně endoplazmatického retikula
- místo ACP se používá koenzym A
- regulace nezávislá na FAS

Kromě endoplazmatického retikula a cytoplazmy probíhá syntéza mastných kyselin minoritně také v mitochondriích, kde probíhá podobně jako v endoplazmatickém retikulu, pouze zdrojem uhlíku není malonylkoenzym A, ale acetylkoenzym A.

## Syntéza nenasycených mastných kyselin

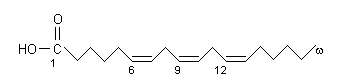
linolenová kyselina. Kvůli dvojné vazbě vzdálenější od karboxylu o víc než devět uhlíků ji savci neumí syntetizovat a musí ji přijímat v potravě

Při syntéze mastných kyselin s dvojnými vazbami vzniká nejprve výše popsaným postupem příslušná mastná kyselina nasycená. Ta je transportována do endoplazmatického retikula, kde je desaturována desaturázami. Často dochází k propojování procesů elongace a desaturace.
Desaturázy jsou spojeny s elektronovým transportním řetězcem, který zajišťuje, aby během desaturace nevznikal škodlivý peroxid vodíku.
Savčí desaturázy dokáží vytvořit dvojnou vazbu nejdále devět uhlíků od koncového karboxylu. Mastné kyseliny, jejichž dvojná vazba je od karboxylu vzdálena deset a více uhlíků (kyselina linolová, kyselina linolenová) tedy není organismus schopen syntetizovat. Takové mastné kyseliny jsou esenciálními mastnými kyselinami a je třeba je přijímat v potravě.